# Michael Madsen (fodboldspiller, født 1981)
 Der er flere personer med dette navn, se Michael Madsen.
Michael Madsen (født 30. april 1981 i Stouby) er en dansk forhenværende professionel fodboldspiller, hvis primære position på fodboldbanen var i det centrale forsvar. Spilleren havde en kortvarig spillerkarriere startende med sin 1. seniordebut i foråret 2000 før Madsen måtte indstille karrieren godt et år senere, efter at være blevet erklæret fodboldinvalid som følge af en langvarig skadespause. Defensivspilleren opnåede at blive noteret for en enkel kamp på U/19-fodboldlandsholdet.

## Spiller- og landsholdskarriere
Madsen spillede i sin ungdomstid i den jyske fodboldklub Vejle Boldklub, hvor defensivspilleren endte med at få hele sin fodboldopdragelse. Visse kilder angiver dog også RHS som hans første ungdomsklub (et ungdomssamarbejde mellem Raarup Gymnastik & Idrætsforening, Hornsyld Idrætsforening og Stouby Gymnastik og Idrætsforening). Efter sommeren 1997 blev Madsen indlemmet i Vejle Boldklubs fodboldskole og to år senere, pr. 1. maj 1999, underskrev Vejle Boldklub Elitefodbold A/S en tre-årig spillerkontrakt med den nu 18-årige Madsen. Midterforsvareren fortsatte i Vejle Boldklubs ungdomsafdeling indtil han som ynglingeligaspiller inden forårssæsonens start i 2000 blev hentet op af førsteholdstruppens daværende cheftræner for, i første omgang, at træne sammen med Vejle Boldklubs bedste mandskab, men som Madsen kort tid efter blev en fast bestanddel af.
Seniordebuten på barndomsklubbens daværende Superliga-mandskab fandt sted den 2. april 2000 i forbindelse med en hjemmebanekamp på Vejle Stadion mod Brøndby IF, hvor den 18-årige forsvarsspiller blev skiftet ind i stedet for klubkollegaen Ulrik Balling i det sidste minut af kampen, der endte uafgjort med slutresultatet 1-1. Madsen nåede at spille yderligere to ligakampe mod henholdsvis Viborg FF (udebanekamp den 25. maj 2000) og Odense Boldklub (hjemmebanekamp den 28. maj 2000), hvilket samlet blev til godt 26 minutters spilletid. Efter 1999/2000-sæsonens afslutning rykkede den østjyske fodboldklub ned i den næstbedste fodboldrække og Madsen besluttede sig for at fortsætte i 1. divisionsklubben. En gruppe investorer, samlet i investerings-foreningen Idrætsinvest A/S, gik i august 2000 ind i Vejle Boldklub som sponsorer og købte en andel i fem af klubbens unge talenter med et beløb på mellem 2 og 3 mio. kroner, herunder 45% af transferrettighederne for Michael Madsen, således at halvdelen af eventuelle fremtidige transferindtægter på salg af spillerne ville tilfalde investorerne.
Det blev til samlet tolv optrædener i Danmarksturneringen i fodbold, heraf 3 kampe i Superligaen, samt to pokalkampe for vejlenserne inden Madsens sidste officielle deltagelse på 1. seniorholdet den 8. november 2000 i forbindelse med en hjemmebanekamp mod Akademisk Boldklub. Madsen havde endvidere en kort landsholdskarriere, idet centerforsvareren opnåede en enkelt optræden på U/19-landsholdet som repræsentant for Vejle Boldklub. Landsholdsdebuten, hvilket samtidig blev hans sidste kamp i landsholdssammenhæng, fandt sted den 29. november 2000 i forbindelse med en venskabskamp på hjemmebane i Ikast og endte med en dansk sejr på 3-2. Madsen spillede hele hjemmebanekampen mod Tyrkiets fodboldlandshold.
Under en U/19-landholdssamling på Gran Canaria i januar 2001 havde Madsen et uheldigt sammenstød, hvilket resulterede i en længere skadesperiode i vinterpausen 2000/01. Efter sin knæskade blev Madsen oprindeligt meldt kampklar op til forårssæsonens start 2001 og deltog således i førsteholdets træning og to træningskampe mod henholdsvis FC Fredericia (13. februar) og forrige sæsons pokalvindere Viborg FF (15. februar) i midten af februar måned. Under U/19-landsholdets fællestræning i Næstved, kort tid efter sin tilbagevenden på grønssværen, opstod endnu en skade i en nærkamp med klubkammeraten og nære ven Kenneth Knudsen (begge debuterede samtidigt på U/19-landsholdet). I denne situation blev Madsens ledbånd i ankelen blev delvist revet over, hvilket først bebudet ville sætte den 19-årige defensive spiller ud af spillet i måneds tid. Ledbåndsskaden viste sig imidlertid så alvorlig, at Madsen måtte indstille fodboldkarrieren og blev erklæret fodboldinvalid efter en langvarig skadespause. Michael Madsens fodboldpensionering indbragte efterfølgende Vejle Boldklub 1,2 millioner i erstatning fra en forsikring.